# Louis-Eugène Arnous
Pour les articles homonymes, voir Arnous.
Louis-Eugène Arnous, né le 30 juin 1846 à Toulouse (Haute-Garonne) et mort le 11 septembre 1901 dans le 16e arrondissement de Paris, est un homme politique français.

## Biographie
D'une famille de Nantes, fils du général Jules-Timothée Arnous (1803-1865), parent de l'amiral René Arnous-Dessaulsays et de Jules Arnous de Rivière, il entre au Conseil d’État en 1872 et démissionne en 1879, pour se lancer en politique.
Il succède en 1884 à son beau-frère, Jules Jean-François André, comme député de la Charente et siège comme bonapartiste jusqu'à sa mort en 1901. Il est également conseiller général du canton de Brossac puis celui de Barbezieux-Saint-Hilaire.